# Grec cherche Grecque
 (octobre 2013).
Si vous disposez d'ouvrages ou d'articles de référence ou si vous connaissez des sites web de qualité traitant du thème abordé ici, merci de compléter l'article en donnant les références utiles à sa vérifiabilité et en les liant à la section « Notes et références ».
Grec cherche Grecque (en allemand, Grieche sucht Griechin) est un roman de Friedrich Dürrenmatt, publié en 1955. 

## Résumé
Il s'agit du récit d'un homme timide, d'âge moyen, qui devient subitement populaire lorsqu'il décide de se marier. 